# Cristiano D'Ângelo
Cristiano da Silva D'Ângelo (Manacapuru, 20 de setembro de 1975) é um político brasileiro filiado ao Movimento Democrático Brasileiro (MDB). Atualmente cumpre seu primeiro mandato como deputado estadual do Amazonas.

## Trejetória política
Em 2 de outubro de 2022, Cristiano D'Ângelo foi eleito deputado estadual do Amazonas pelo Movimento Democrático Brasileiro (MDB). Com 100% das urnas eletrônicas apuradas, ele recebeu 36.658 votos ou 1,86% dos votos válidos, sendo o 10º candidato com maior número de votos do Amazonas.

### Desempenho em eleições
| Ano  | Eleição              | Partido | Candidato a       | Votos  | %    | Resultado | Observações         | Ref.  |
| ---- | -------------------- | ------- | ----------------- | ------ | ---- | --------- | ------------------- | ----- |
| 2022 | Estadual no Amazonas | MDB     | Deputado estadual | 36.658 | 1,86 | Eleito    | Eleito em 10º lugar | [ 3 ] |